# Флик, Фридрих

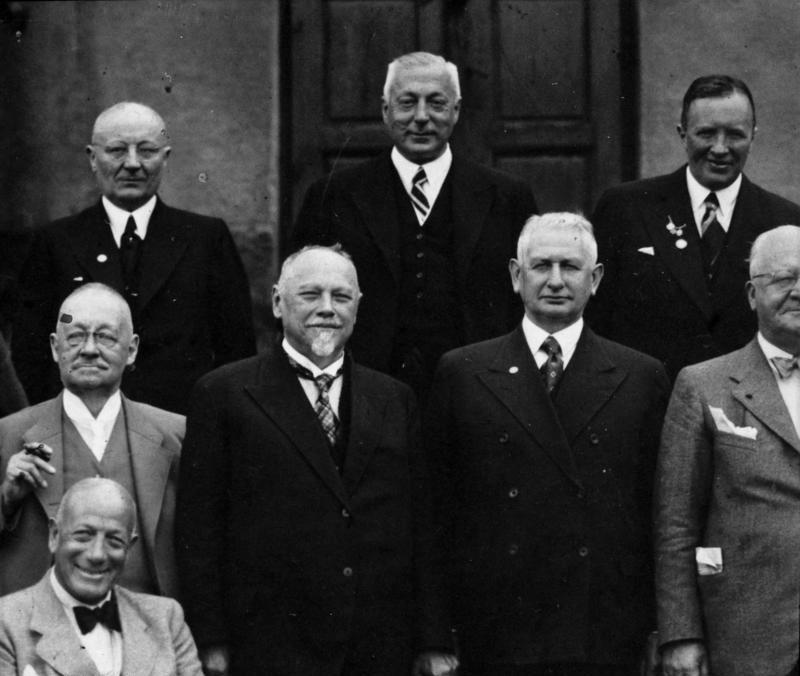
Фридрих Флик с членами Правления и членами Наблюдательного совета концерна Eisenwerk-Gesellschaft Maximilianshütte (1937 год). Верхний ряд слева направо: Ганс Кругман, Карл Раабе, Герман Тербергер; нижний ряд, слева направо: Генрих фон Штайн, Ойген Бёрингер, Фридрих Флик, Карл Шнейдер (фрагмент), сидит: Роберт Рёхлинг

Фридрих Флик (нем. Friedrich Flick; 10 июля 1883, Кройцталь — 20 июля 1972, Констанц) — крупнейший немецкий промышленник, военный преступник, один из первых немецких магнатов, оказавших финансовую поддержку нацистскому движению, основатель династии миллиардеров. Член НСДАП с 1937 года (партбилет № 5 918 393).

## Биография
Родился 10 июля 1883 года в семье обеспеченного фермера и владельца железных рудников. В 1905 году, отслужив в армии, стал студентом Высшей торговой школы в Кёльне. В июне 1907 года получил диплом торгового специалиста и устроился бухгалтером металлургического завода.
Был участником секретной встречи Гитлера с промышленниками 20 февраля 1933 года.

### Нацистский период 1933—1945
Входил в «круг друзей рейхсфюрера СС» — организацию промышленников и банкиров, поддерживавших НСДАП.
На предприятиях Флика использовался труд тысяч заключенных нацистских концлагерей. До 50 тысяч военнопленных, пригнанных на принудительные работы, а также заключенные концлагерей, работали на него до 1945 года, также он использовал имущество, принадлежавшее до конфискации евреям (ариизация предприятий) в оккупированных германской армией странах Европы.
В письме Герингу 1 ноября 1940 года Флик от имени своего концерна заявлял:

Группа моих заводов особенно подходит для управления лотарингскими заводами… Я был бы очень обязан Вам, дорогой рейхсмаршал, если бы Вы решили передать металлургические заводы «Гомбах» моей группе— 
1 марта 1941 года он овладел французскими заводами «Гомбах».
Предприятия Флика работали и над производством вооружений для гитлеровской армии.
- - Председатель Наблюдательного совета (Vorsitzender des Aufsichtsrates):
- 1926—1945 Mitteldeutsche Stahlwerke AG (Риза — Riesa/Elbe)
- 1934—1945 Harpener Bergbau AG (Дортмунд)
- 1936—1945 Essener Steinkohlenbergwerke AG (Эссен)
- 1937—1945 Hochofenwerk Lübeck AG (Любек-Херенвик)
- 1938—1945 Anhaltische Kohlenwerke (Галле)
- 1938—1945 Sächsische Gußstahlwerge Döhlen AG (Фрейталь)
- 1938—1945 Brandenburger Eisenwerke GmbH (Бранденбург)
- 1941—1945 Rombacher Hüttenwerke GmbH
- 1942—1945 Spandauer Stahlindustrie GmbH (Шпандау)
- ? — ? Werschen-Weißenfelser-Braunkohlen AG (Галле; впоследствии фирма слилась с AKW)
- ? — ? Eisenwerk-Gesellschaft Maximilianshütte (Зульцбах-Розенберг)

- - заместитель председателя Наблюдательного совета (Stellvertretender Vorsitzender des Aufsichtsrates):
- 1934—1945 Linke-Hofmann-Werke AG (Бреслау)
- 1934—1945 Waggon- und Maschinenfabrik vorm. Busch (Бауцен)
- 1940—1941 Hochofenwerk Lübeck AG (Любек-Херенвик)
- ? — ? Siegener Maschinenbau AG (Зиген)

- член Наблюдательного совета (Mitglied des Aufsichtsrates):
- 1919—1937 Siegener Eisenindustrie AG
- 1920—1934 Bismarckhütte Oberschlesien
- 1922—1945 Dresdner Bank (Берлин)
- 1922—1934 Kattowitz AG (Катовиц)
- 1922—1926 Oberschlesische Eisenindustrie (Гляйвиц)
- 1923—1927 Linke-Hofmann Werke (Бреслау)
- 1923—1936 Cosmopolite-Niederlande (Амстердам)
- 1923—1933 Alpine Montane Gesellschaft (Вена)
- 1924—1927 Bochumer Verein (Бохум)
- 1924—1932 Gelsenkirchener Bergwerksgesellschaft
- 1924—1932 Vereinigte Oberschlesische Hüttenwerke (Гляйвиц)
- 1924—1927 Deutsch-Luxemburg
- 1926—1945 Vereinigte Stahlwerke AG (Дюссельдорф)
- 1926—1945 Allgemeine Elektrizitätsgesellschaft (AEG; Берлин)
- 1927—1934 Vereinigte Königs- & Laurahütte (Верхняя Силезия)
- 1928—1945 Rheinische AG für Braunkohlenbergbau und Brikettfabrikation (Кёльн)
- 1929—1945 Maximilianhütte (Розенберг)
- 1930—1935 Veitsche Magnesitwerke (Вена)
- 1933—1945 ATG Allgemeine Transportanlagen GmbH (Лейпциг)
- 1934—1945 Schering AG (Берлин)
- 1936—1945 Allianz Versicherungs-AG (Берлин)
- 1936—1945 Dynamit Nobel AG (Тройсдорф)
- 1941—1945 Montan-Verwertungsgesellschaft mbH (Берлин)
- 1941—1945 Berghütte Ost GmbH (Берлин)
- 1943—1945 Braunkohle-Benzin AG
- ? — ? Dynamit AG, vorm. Alfred Nobel & Co (Hamburg)
- ? — ? Niederschlesische Bergbau AG (Вальденберг/Силезия)

Нюрнбергский трибунал в 1947 году осудил его на 7 лет тюремного заключения. После досрочного освобождения Флик возродил свою империю, и к 1960 году снова стал одним из богатейших людей в Германии. Вины своей он никогда не признавал. До конца своей жизни он отказывался выплатить хотя бы минимальные компенсации подневольным рабочим.
Его наследники также отказались внести вклад в фонд выплаты компенсаций подневольным рабочим «Память, ответственность, будущее», который был создан в 2001 году правительством Германии и представителями немецкой промышленности.
Концерн Флика замешан в ряде скандалов. Самый громкий из них — так называемая «афера Флика» — связан с нелегальными партийными пожертвованиями.